# Ticinosuchus
Ticinosuchus (Cocodrilo de Ticinio) es un género extinto de arcosaurio rauisuquio que vivió durante el Triásico Medio (Anisiense - Ladiniense) en Suiza e Italia. Este poderoso carnívoro, semejante a un cocodrilo, tenía una coraza con pequeñas placas óseas, incluyendo su cola.

## Descripción

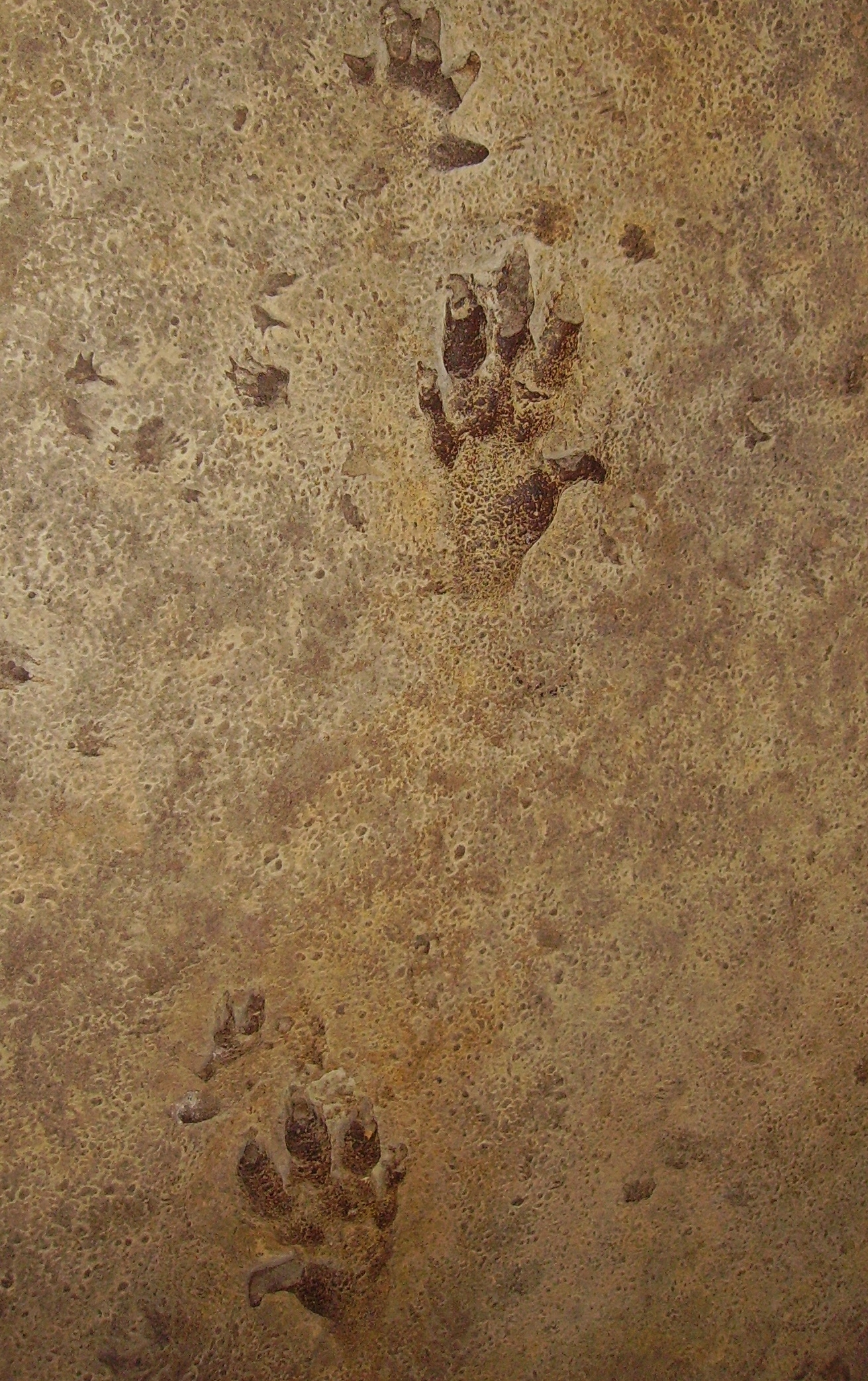
Icnita de Cheirotherium, la cual pudo haber sido hecha por Ticinosuchus, exhibida en el Museo de Historia Natural de la Universidad de Oxford.

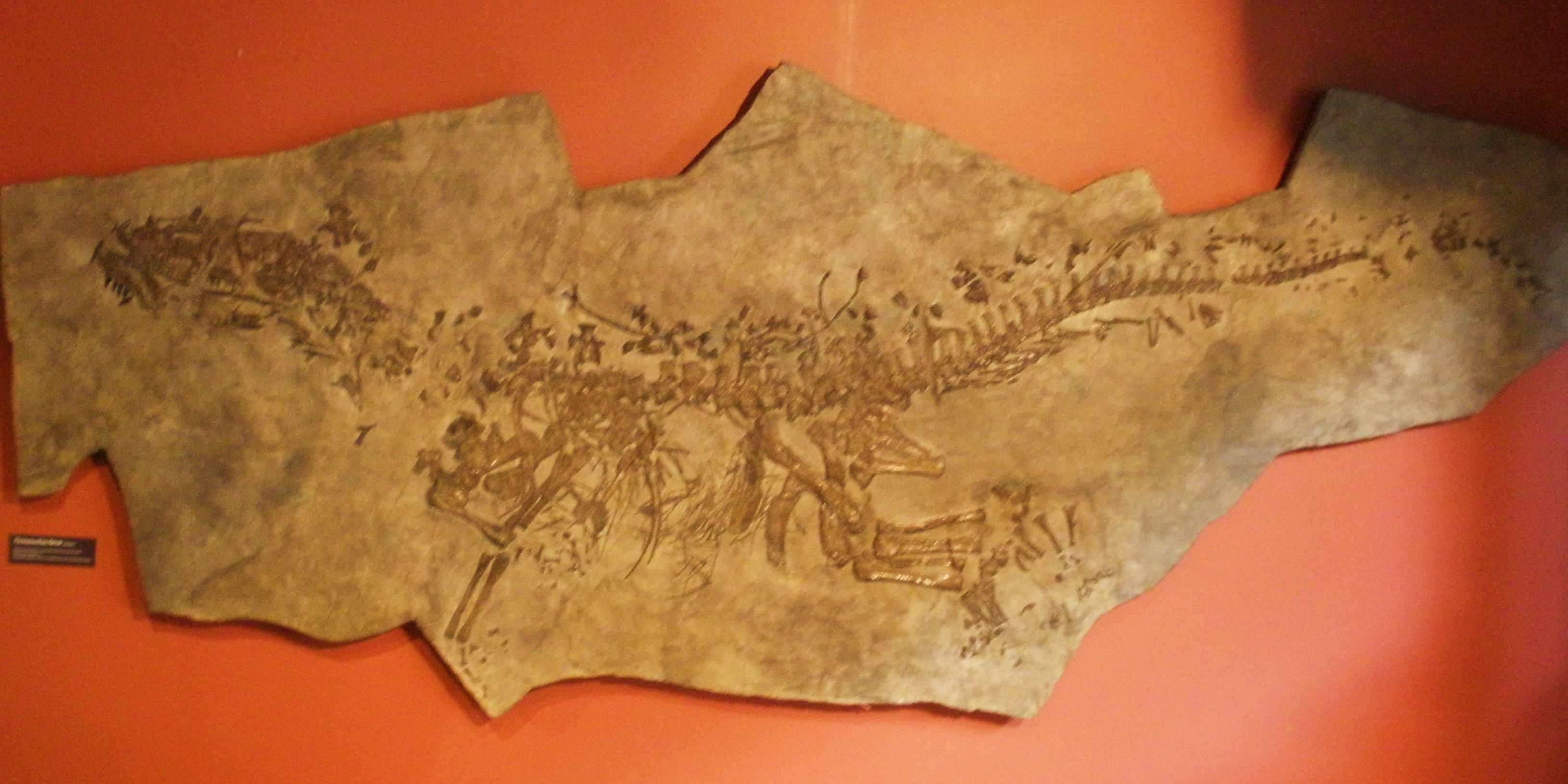
Fósil de Ticinosuchus ferox

Ticinosuchus medía cerca de 3 metros de largo, y su cuerpo completo incluso su vientre, estaba recubierto de gruesos osteodermos (escudos óseos). Se ha considerado que estos escudos se encontraban distribuidos de forma escalonada, con varias filas que alternaban. Sin embargo, algunos estudios han refutado esta idea, proponiendo en cambio que los escudos estaban alineados en filas prolijas, estando asignados de uno en uno junto con las vértebras. La estructura de las caderas muestra que sus patas estaban situadas bajo su cuerpo de manera casi vertical. Esto junto al desarrollo de un calcáneo y una articulación del tobillo especializada, eso habría hecho de Ticinosuchus un rápido corredor, a diferencia de muchos reptiles primitivos.